# Domino (film 1988)
Domino è un film del 1988 diretto da Ivana Massetti e interpretato da Brigitte Nielsen.

## Trama
Domino è un'affascinante donna di trent'anni, regista di videoclip, con una vita sentimentale ormai ridotta a zero. Questa sua angosciante condizione la spinge a provare nuove strade per cercare di riportare dentro di sé il sentimento più forte, quello dell'amore. Da questo momento in poi si lascia così andare a nuove esperienze frequentando, senza preclusioni, molti uomini con caratteristiche totalmente diverse, approfittando anche delle situazioni più disparate.

## Promozione
- I manifesti e le locandine per la promozione del film all'epoca della sua diffusione nelle sale cinematografiche sono ad opera del celebre illustratore Enzo Sciotti.[2]
- "Domino... Dominatrice. Una donna insolita: usa gli uomini e li getta via" è lo slogan utilizzato per pubblicizzare il film sulle locandine inserite nelle pagine dedicate alla programmazione cinematografica dei quotidiani dell'epoca.[3]

## Distribuzione
Il film è stato distribuito nelle sale cinematografiche italiane nel mese di novembre del 1988.

### Data di uscita
Alcune date di uscita internazionali nel corso degli anni sono state:
- 4 novembre 1988 in Italia[5]
- 5 maggio 1989 negli Stati Uniti (Domino)[6]

### Edizioni home video
La pellicola è stata distribuita per il mercato home video inizialmente su una videcassetta VHS distribuita dalla Azzurra Home Video ed in seguito anche su DVD, codice EAN:8057092004746.

## Accoglienza

### Incassi e critica
Il film non ha avuto un buon riscontro al botteghino né tantomeno di critica che, in un articolo apparso su un quotidiano all'epoca della proiezione nelle sale della pellicola, non ha apprezzato l'opera prima della Massetti descrivendo un pubblico in platea con le mani protese in segno d'indignazione.